# Biserica „Sfântul Nicolae” din Tocuz
Biserica „Sf. Nicolae” este o biserică amplasată în Tocuz, raionul Căușeni, Republica Moldova. Este un monument arhitectural de importanță națională inclus în Registrul monumentelor Republicii Moldova ocrotite de stat cu nr. 159 (raionul Căușeni). Datează din 1873.